# 8888 Tartaglia
A 8888 Tartaglia (ideiglenes jelöléssel (8888) 1994 NT1) a Naprendszer kisbolygóövében található aszteroida. Eric Walter Elst fedezte fel 1994. július 8-án.